# Brigitte Catillon
Pour les articles homonymes, voir Catillon.
Brigitte Catillon est une actrice et scénariste française, née le 20 juillet 1951.

## Biographie
Elle a été nommée pour le César de la meilleure actrice dans un second rôle en 1993 pour Un cœur en hiver de Claude Sautet. Elle a également été nommée pour le Molière de la comédienne dans un second rôle en 2007 pour la pièce Éva de Nicolas Bedos, et en 2011 pour la pièce Nono de Sacha Guitry, mise en scène par Michel Fau.
Elle partage sa vie entre Paris et Villerville (Calvados).

## Théâtre
- 1973 : Le Champion de la faim de Franz Kafka, mise en scène Daniel Benoin, Théâtre Daniel Sorano Vincennes
- 1976 : Les Enfants gâtés d'après Félicité de Genlis, mise en scène Caroline Huppert, théâtre Essaïon
- 1977-1978 : Romeo et Juliette de William Shakespeare, mise en scène Denis Llorca, Les Tréteaux du Midi, Festival de la Cité (Carcassonne), théâtre Daniel-Sorano (Vincennes)
- 1980 : Un ou deux sourires par jour d'Antoine Gallien, mise en scène Alain Françon, Comédie-Française au Petit Odéon
- 1983 : Mademoiselle Julie de Strindberg, mise en scène Andréas Voutsinás, théâtre Édouard VII
- 1989 : Andromaque de Racine, mise en scène Roger Planchon, TNP Villeurbanne
- 1991 : Les Fruits d'Or de Nathalie Sarraute, mise en scène Élisabeth Chailloux, théâtre Paris-Villette
- 1991 : Richard II de William Shakespeare, mise en scène Éric Sadin, théâtre de l'Athénée-Louis-Jouvet
- 1994 : La Vie criminelle de Richard III de William Shakespeare, mise en scène Pierre Pradinas
- 1995 : Néron de Gabor Rassov, mise en scène Pierre Pradinas, théâtre de la Bastille
- 1995 : Roméo et Juliette de William Shakespeare, mise en scène Hans-Peter Cloos, théâtre du Gymnase (Marseille), théâtre du Rond-Point
- 1996 : Roméo et Juliette de William Shakespeare, mise en scène Hans-Peter Cloos
- 1997 : Lulu de Frank Wedekind, mise en scène Hans-Peter Cloos, Théâtre national de Chaillot
- 1997 : Néron de Gabor Rassov, mise en scène Pierre Pradinas, Le Trianon
- 1999-200 : Pulsion de Franz Xaver Kroetz, mise en scène André Wilms, Théâtre national de la Colline, Théâtre national de Strasbourg
- 2001 : Félicie, la provinciale de Marivaux, mise en scène Roger Planchon, TNP Villeurbanne
- 2001 : La Promise de Xavier Durringer, mise en scène de l'auteur, Festival d'Avignon, La Coursive
- 2004 : S'agite et se pavane d'Ingmar Bergman, mise en scène Roger Planchon, théâtre Comedia
- 2007 : Éva de Nicolas Bedos, mise en scène Daniel Colas, théâtre des Mathurins
- 2010-2011 : Nono de Sacha Guitry, mise en scène Michel Fau, théâtre de la Madeleine puis tournée
- 2012 : Nouveau Roman de Christophe Honoré, mise en scène Christophe Honoré, Festival d'Avignon, Théâtre national de la Colline
- 2013 : Des biens et des personnes de Marc Dugowson, mise en scène Pierre Pradinas, théâtre de l’Union
- 2015 : Des gens bien de David Lindsay-Abaire, mise en scène Anne Bourgeois, théâtre Hébertot
- 2018 : Les Eaux et Forêts de Marguerite Duras, mise en scène Michel Didym, tournée
- 2019 : Le Misanthrope de Molière, mise en scène Peter Stein, Le Comédia Théâtre-Libre
- 2021 : Marie Madeleine de Marguerite Yourcenar, mise en scène Brigitte Catillon, Théâtre de Poche Montparnasse
- 2022 : Demain la revanche de Sébastien Thiéry, mise en scène Ladislas Chollat, théâtre Antoine

## Filmographie

### Actrice

#### Cinéma
- 1976 : Haro ! de Gilles Béhat
- 1977 : Le Point douloureux de Marc Bourgeois
- 1977 : Monsieur Papa de Philippe Monnier
- 1977 : Molière ou la vie d'un honnête homme d'Ariane Mnouchkine
- 1977 : Des enfants gâtés de Bertrand Tavernier
- 1979 : Rien ne va plus de Jean-Michel Ribes
- 1979 : Moments de la vie d'une femme de Michal Bat-Adam
- 1982 : Le Quart d'heure américain de Philippe Galland
- 1984 : Le Juge de Philippe Lefebvre
- 1986 : La Dernière Image de Mohammed Lakhdar-Hamina
- 1988 : Un tour de manège - Une saison à Paris de Pierre Pradinas
- 1988 : La Lectrice de Michel Deville
- 1989 : L'Éternelle Idiote (Court métrage) de Gilles Bourdos
- 1990 : Dingo de Rolf de Heer
- 1991 : The Voyager (Homo faber) de Volker Schlöndorff d'après Max Frisch
- 1992 : Louis, enfant roi de Roger Planchon
- 1992 : Un cœur en hiver de Claude Sautet
- 1993 : Relâche, court métrage de Gilles Bourdos
- 1993 : Le Bateau de mariage de Jean-Pierre Améris
- 1996 : The Proprietor d'Ismail Merchant
- 1997 : Artemisia d'Agnès Merlet
- 1997 : J'irai au paradis car l'enfer est ici de Xavier Durringer
- 1998 : Disparus de Gilles Bourdos
- 1998 : À mort la mort ! de Romain Goupil
- 1999 : La Parenthèse enchantée de Michel Spinosa
- 1999 : Le Goût des autres d'Agnès Jaoui
- 2000 : Merci pour le chocolat de Claude Chabrol
- 2000 : De l'histoire ancienne d'Orso Miret
- 2002 : Une femme de ménage de Claude Berri
- 2003 : Inquiétudes de Gilles Bourdos
- 2004 : La Spectatrice de Paolo Franchi
- 2004 : Les Sœurs fâchées d'Alexandra Leclère
- 2005 : Ne le dis à personne de Guillaume Canet
- 2005 : Frankie de Fabienne Berthaud
- 2006 : La Vérité ou presque de Sam Karmann
- 2009 : Ne te retourne pas de Marina de Van
- 2009 : Divorces de Valérie Guignabodet
- 2010 : Tête de turc de Pascal Elbé
- 2010 : Pieds nus sur les limaces de Fabienne Berthaud
- 2013 : Amour et turbulences d'Alexandre Castagnetti
- 2013 : Les Garçons et Guillaume, à table ! de Guillaume Gallienne
- 2014 : Marie Heurtin de Jean-Pierre Améris
- 2017 : Espèces menacées de Gilles Bourdos
- 2018 : L'Amour flou de Romane Bohringer et Philippe Rebbot

#### Télévision
- 1981 : Un temps, ailleurs de Philippe Laïk
- 1981 : Le Petit Théâtre d'Antenne 2 : Il y avait foule au manoir de Michel Treguer
- 1982 : L'amour qui tue de Laurent Heynemann
- 1986 : Les Enquêtes Caméléon, épisode Un panier de crabes de Philippe Monnier
- 1989 : Meurtres en douce (TV Haute Tension ) de Patrick Dromgoole
- 1993 : La Voyageuse du soir d'Igaal Niddam
- 1993 : Août 44, ici Cognacq-Jay de Laurent Heynemann
- 1994 : Notre homme d'Élisabeth Rappeneau
- 1994 : Une femme dans la tourmente de Serge Moati
- 1994 : Charlotte dite Charlie de Caroline Huppert
- 1994 : Maigret, épisode Maigret se trompe   de Joyce Sherman Buñuel
- 1999 : Tontaine et Tonton de Tonie Marshall
- 2001 : Un petit parisien de Sébastien Grall
- 2002 : Jean Moulin de Yves Boisset
- 2006 : L'Affaire du Rainbow Warrior de Pierre Boutron
- 2007 : Coupable de Philippe Monnier
- 2009 : Alice Nevers : Le juge est une femme, épisode Faute d'ADN de Denis Amar
- 2010 : Quand vient la peur d'Élisabeth Rappeneau
- 2010 : Les Petits Meurtres d'Agatha Christie, épisode Le Chat et les Souris d'Éric Woreth
- 2010 : La Vénitienne de Saara Saarela
- 2012 : Hiver rouge de Xavier Durringer
- 2021 : Laval, le collaborateur de Laurent Heynemann
- 2022 : Les Papillons noirs d'Olivier Abbou

### Scénariste
- 1993 Relâche, court métrage de Gilles Bourdos
- 1998 Disparus de Gilles Bourdos

## Distinctions

### Nominations
- César 1993 : César de la meilleure actrice dans un second rôle pour Un cœur en hiver
- Molières 2007 : Molière de la comédienne dans un second rôle pour Éva
- Molières 2011 : Molière de la comédienne dans un second rôle pour Nono
- Molières 2019 : Molière de la comédienne dans un second rôle pour Le Misanthrope

### Décoration
- Chevalière de l'ordre des Arts et des Lettres le 9 juillet 2013[2]